# Allenrolfea occidentalis
Allenrolfea occidentalis är en amarantväxtart som först beskrevs av Sereno Watson, och fick sitt nu gällande namn av Carl Ernst Otto Kuntze. Allenrolfea occidentalis ingår i släktet Allenrolfea och familjen amarantväxter. Inga underarter finns listade i Catalogue of Life.

## Bildgalleri

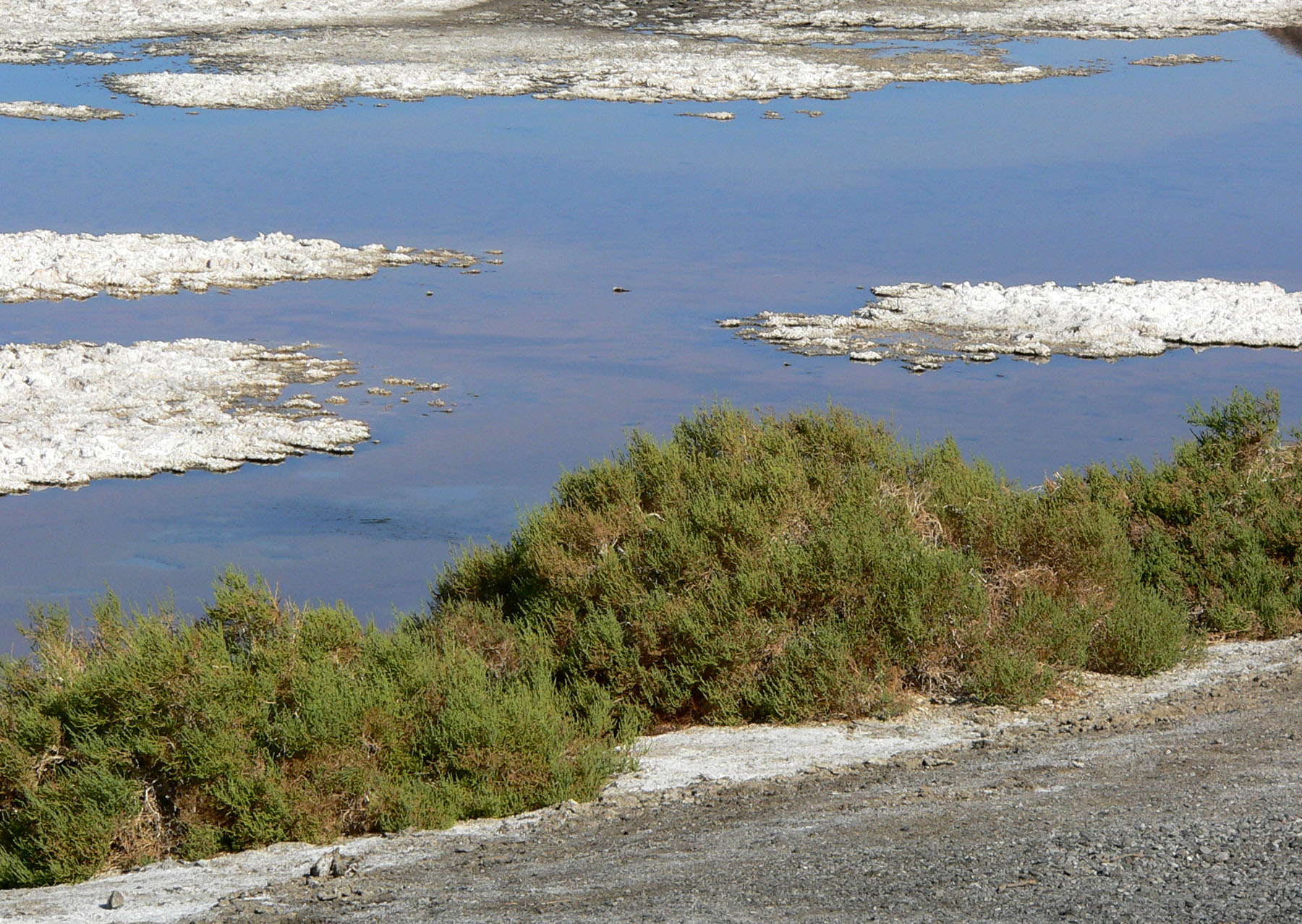
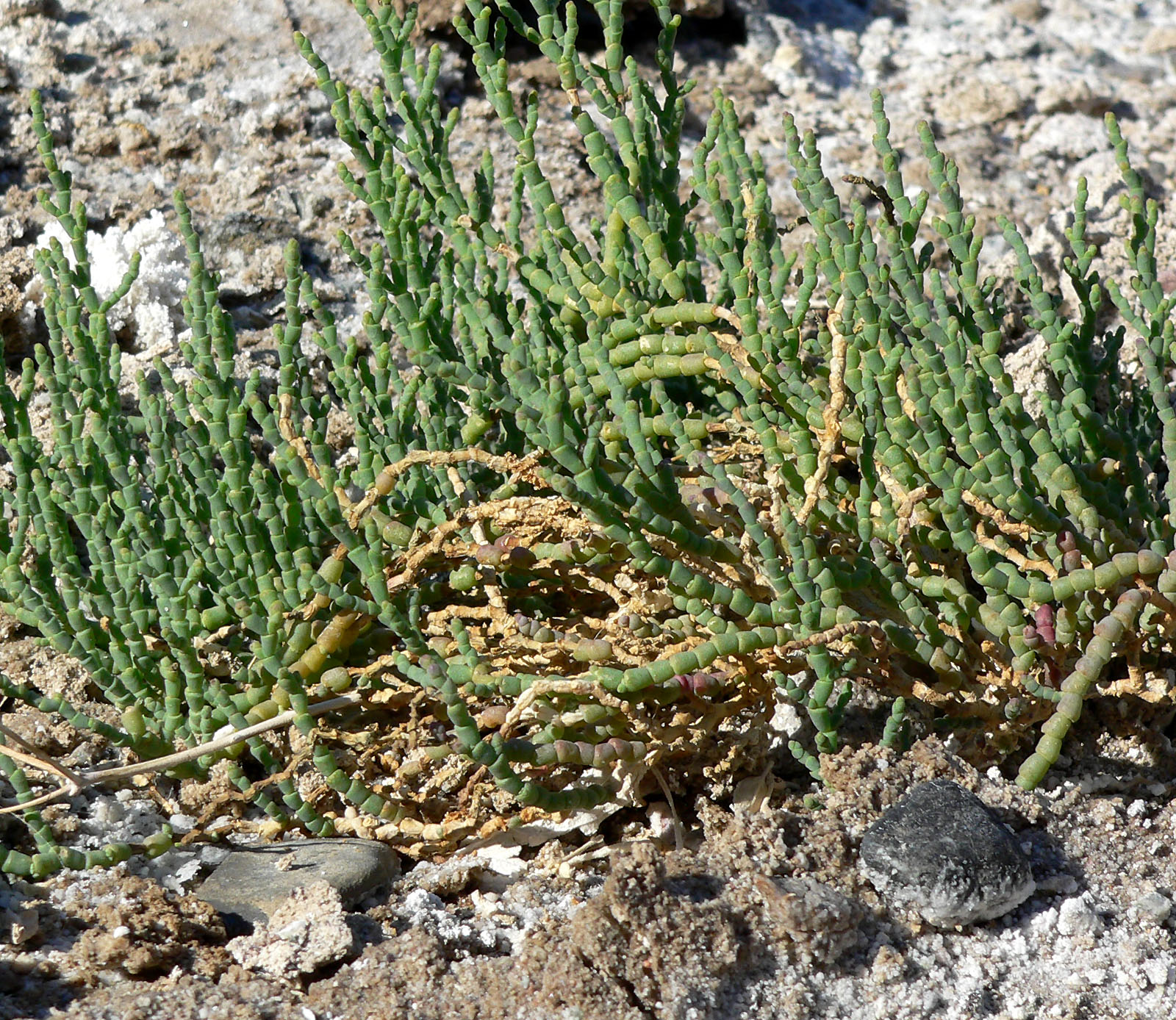
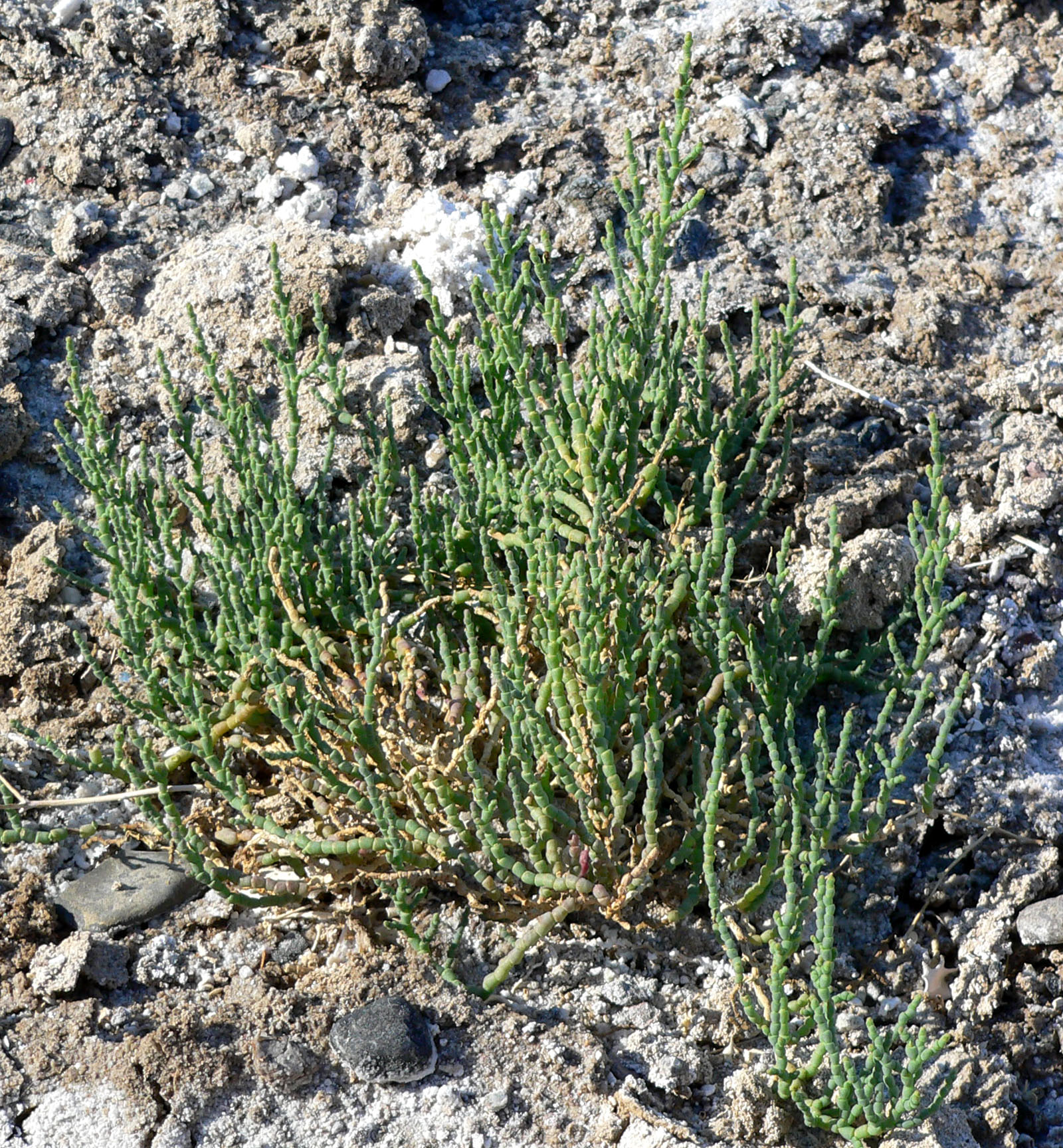
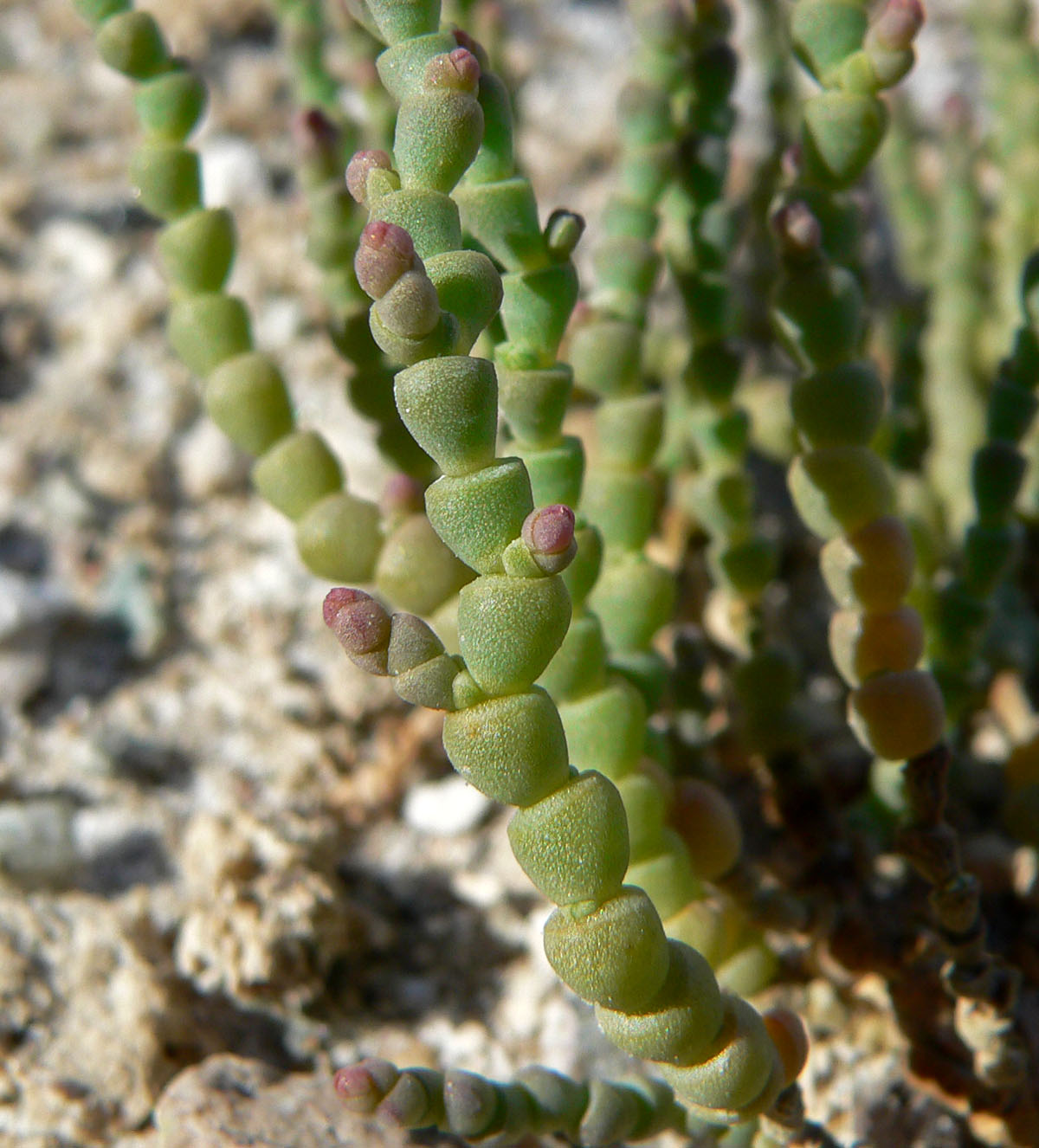